# Circolo di Beljaev

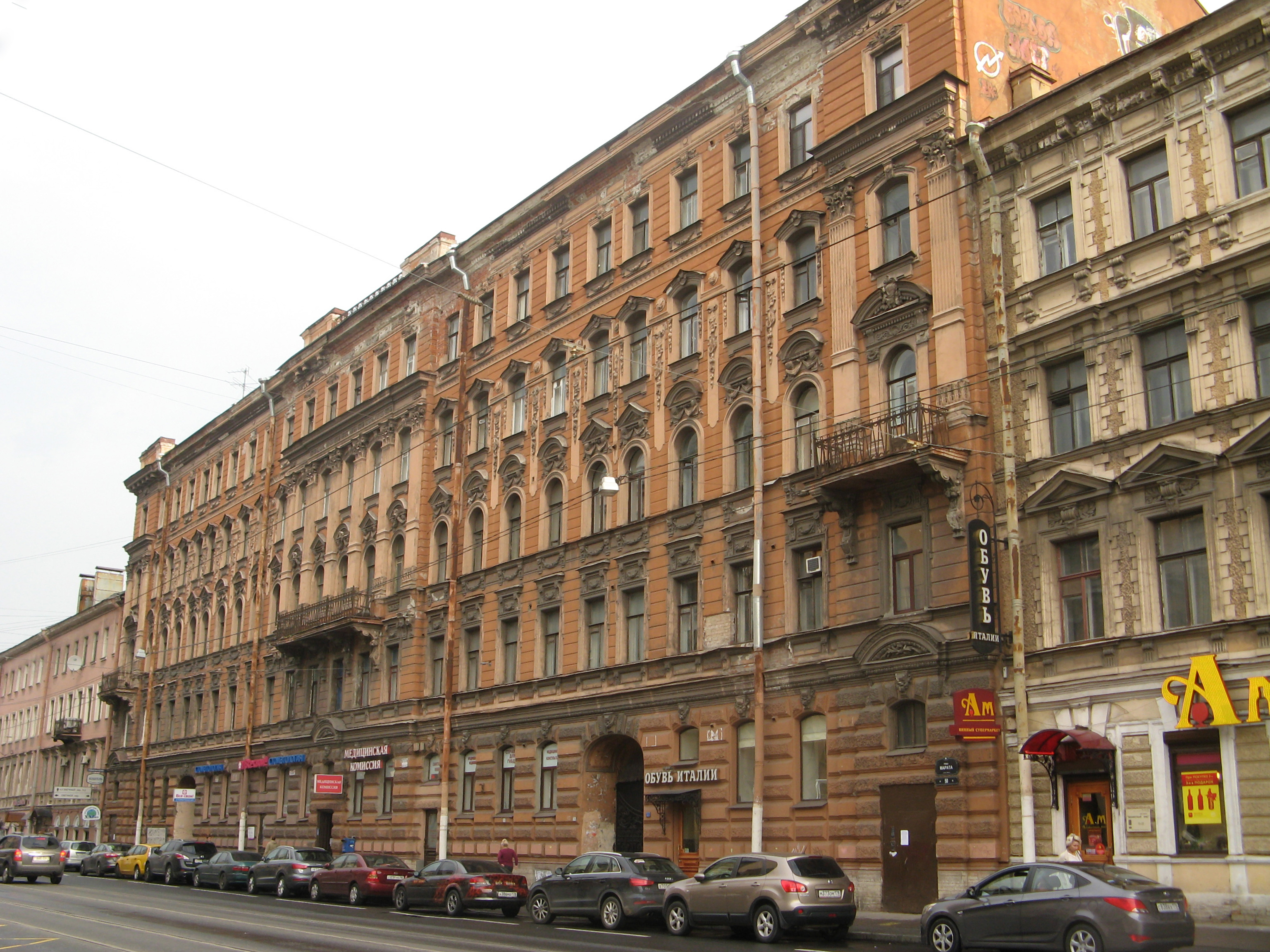
L'abitazione dei Beljaev, dove si riuniva il Circolo di Beljaev, a San Pietroburgo in via Marat 50

Il Circolo di Beljaev fu un gruppo di musicisti e compositori che, tra la fine dell'Ottocento e gli inizi del Novecento, si riuniva in serate musicali nella casa del commerciante di legname, musicista e mecenate Mitrofan Petrovič Beljaev, dove si eseguiva musica da camera. Tra i membri e gli ospiti abituali del circolo vi erano Nikolaj Rimskij-Korsakov, Aleksandr Glazunov, Vladimir Stasov, Aleksandr Borodin, Cezar' Kjui, Anatolij Ljadov, Fëdor Akimenko, Feliks Blumenfel'd, Witold Maliszewski, Nikolaj Sokolov, Nikolaj Čerepnin. 

## Storia
A dare inizio al circolo di Beljaev furono Mitrofan Beljaev ed alcuni suoi conoscenti, che iniziarono a riunirsi di venerdì a San Pietroburgo negli anni 1870-1880. Ben presto il centro di tale gruppo divenne Nikolaj Rimskij-Korsakov, a cui gradualmente si affiancarono Glazunov e Ljadov; i tre divennero i direttori artistici del circolo, mentre invece Milij Balakirev era sempre stato molto freddo verso Beljaev, ed in seguito troncò qualsiasi rapporto col suo circolo. Negli anni 1890 anche alcuni compositori moscoviti, tra cui Sergej Taneev ed Aleksandr Skrjabin, ebbero rapporti molto stretti col circolo di Beljaev. 
Protagonista di queste serate era soprattutto un quartetto d'archi amatoriale, nel quale alla viola vi era lo stesso Beljaev, che eseguiva sia musica di compositori stranieri, principalmente Haydn, Mozart e Beethoven, che opere di compositori russi contemporanei. 